# Алан Макруаири
Алан (гэльск. Alain) — правитель Гарморана в 1268—1290-х годах из рода Макруаири.
Алан был сыном Руаири, правителя Гарморана и северной части Гебридских островов в 1209—1240-х годах, и младшим братом Дугала III, короля Островов. В 1263 году вместе со своим братом он участвовал в норвежском вторжении в Леннокс, однако после Пертского договора 1266 года перешёл на сторону Шотландии. В 1275 году Алан поддержал шотландского короля во время восстания на острове Мэн и предоставил свой флот для подавления мятежа. Именно при Алане началось проникновение феодализма и феодальных институтов (оммаж, рыцарство, вассальные отношения) на северо-западное побережье Шотландии. В отличие от своего брата Дугала III, Алан признавал сюзеренитет шотландского короля и участвовал наряду с другими баронами государства в дворянских собраниях и парламентах Шотландии. Так, в 1284 году Алан упоминается среди участников совета в Скуне, признавшего права юной Маргариты, внучки короля Александра III, на шотландский престол.
Алан имел дочь Кристиану, которая унаследовала Гарморан после смерти отца. Помимо неё у Алана ещё было два незаконнорождённых сына — Руаири и Лахлан, которые участвовали в войнах за независимость Шотландии на стороне Роберта Брюса.